# ريو إيشيكاوا
ريو إيشيكاوا (باليابانية: 石川遼؛ بالكانا: いしかわ りょう) هو لاعب غولف ياباني، ولد في 17 سبتمبر 1991 في ماتسوبوشي في اليابان.

## وصلات خارجية
- ريو إيشيكاوا على موقع رابطة لاعبي الغولف المحترفين (الإنجليزية)
- ريو إيشيكاوا على موقع رابطة اليابان للاعبي الغولف المحترفين (الإنجليزية)
- ريو إيشيكاوا على موقع التصنيف العالمي الرسمي للغولف (الإنجليزية)